# Kásáni bazár
A Kásáni bazár (Perzsául: بازار کاشان Bāzār-e Kāshān) egy régi, ám ma is használatban lévő bazár, melyet a Szeldzsuk-dinasztia idején építettek, majd a Szafavidák idején újítottak fel. Legrégebben épült és leglátogatottabb része az Aminoddole karavánszeráj, mely a 19. században épült. A bazár fő épületei között mecsetek, síremlékek, árkádok, kupolák és víztározók húzódnak meg Kásán belvárosában, melyek mindegyike más-más időszakban épült.

## Fordítás
Ez a szócikk részben vagy egészben  a   Bazaar of Kashan című angol Wikipédia-szócikk ezen változatának fordításán alapul.  Az eredeti cikk szerkesztőit annak laptörténete sorolja fel. Ez a jelzés csupán a megfogalmazás eredetét és a szerzői jogokat jelzi, nem szolgál a cikkben szereplő információk forrásmegjelöléseként.